# 리마잎귀쥐
리마잎귀쥐 또는 리마페리코트(Phyllotis limatus)는 비단털쥐과에 속하는 설치류이다. 해수면과 해발 4000m 사이 칠레 북부 지역부터 페루 서부와 중부 사이의 안데스산맥 서부 경사면의 다양한 서식지 환경에서 발견된다.